# いぶき (掃海艇)
いぶき（ローマ字：JDS Katsura, MSC-628、YAS-80）は、海上自衛隊の掃海艇。かさど型掃海艇の25番艇。艇名は伊吹島に由来する。発音としての艦艇名としては、日本海軍の巡洋戦艦「伊吹」、未成航空母艦「伊吹」があるが、これら両艦の艦名由来は伊吹山である。

## 艦歴
「いぶき」は、第2次防衛力整備計画に基づく昭和41年度計画掃海艇328号艇として、日本鋼管鶴見造船所で1967年2月27日に起工され、1967年12月2日に進水、1968年2月27日に就役し、第1掃海隊群第40掃海隊に編入された。
1981年3月18日、第40掃海隊が舞鶴地方隊に編入。
1984年1月26日、特務船に種別変更され、船籍番号がYAS-80に変更。佐世保地方隊隷下の佐世保防備隊に編入され、佐世保水中処分隊母艇となる。
1989年11月29日、除籍。